# Łobacze (przystanek kolejowy)
Łobacze (biał. Лабачы, ros. Лобачи) – przystanek kolejowy w pobliżu miejscowości Łobacze, w rejonie iwiejskim, w obwodzie grodzieńskim, na Białorusi.